# 岸野里香
岸野里香（日语：／ Kishino Rika */?，1994年6月4日—）是日本女藝人，為女子偶像團體NMB48 Team N前成員及樂團Over The Top前成員，兵庫縣加古川市出身。

## 經歴
2010年
- 9月20日、『NMB48徵選』合格（參加總數7256名、最終合格者26名）。
- 10月9日、在『Visit Zooキャンペーン応援プロジェクト AKB48 東京秋祭り supported by NTTぷらら』中NMB48第1期研究生26名次1人披露，活動開始。

2011年
- 1月1日、大阪市・難波的NMB48劇場，『NMB48 研究生 1st Stage「为了谁」』公演開始，為選抜成員16名之1人在劇場公演。
- 3月10日、NMB48第1期研究生25名中選出16人組成Team N。

2012年
- 1月13日、R-1大賽2012以「岸野里香」名義出場，2月12日的2回戰進入後敗退（NMB48的其他成員小笠原茉由在3回戰敗退）[2]。

2016年
- 6月18日，AKB48第45張單曲選拔總選舉中獲得第66名，首次進入圈內。[3]
- 8月27日，「NMB48 Request Hour Best235 2016」中宣佈將從NMB48畢業。[4]
- 10月15日，於NMB48劇場舉行畢業公演，正式從NMB48畢業[5]。

2017年
- 2月20日，宣佈將組成樂團「Over The Top」，當中成員包括岸野里香，為樂團主唱，乐团於同年夏天正式亮相。[6]

2018年
- 1月15日，宣佈與籃球選手中東泰斗結婚，並已懷孕，其事務所亦宣佈樂團「Over The Top」解散。[7]
- 8月4日，於個人社交平台宣布兒子於8月1日出生。

2020年
- 11月27日，於個人社交平台宣布次子於11月26日出生。

## 人物
- 是左撇子。[8]。
- 喜歡的說話是「運氣也是實力」[9]。
- 因為有游泳的經驗，特徴是寬肩[10]。

### NMB48相關
- 自我介紹是「好きな科目は!　体育、音楽、数学、社会、でもやっぱり、里香〜〜!」である[11]。

## NMB48参加曲

### 單曲CD選抜曲
- 絕滅黑髮少女
  - 我輸了的夏天 - 白組名義
  - 三日月的背影
- Oh My God!
  - 我在等待
  - 結晶 - 白組名義
- 純情U-19
  - 努力的水滴 - 白組名義
- 「 海岸邊最可愛的女孩！」中收錄
  - 不講理的一球l  - Under Girls名義
  - 最後的淨化  - 白組名義

### 劇場公演小組曲
NMB48 研究生 1st Stage「为了谁」公演
- Bird
- 制服真礙事

TeamN 2nd Stage「青春女孩」公演
- Blue rose

## 出演

### 電視
- どっキング48（2011年4月19日 - 2012年4月17日、關西電視台）
- なにわなでしこ（2011年7月12日 - 12月28日、日本電視台）
- 流行りん♥モンロー!（2012年4月23日 - 、關西電視台）※與小笠原茉由・木下春奈交替2名出演
- なにわアイドル今昔物語（2012月3月31日、eo光電視台）
- 爆笑!最後の三枝まつり〜文枝襲名へいよいよカウントダウン!（2011年3月31日、大阪電視台）

## 書籍

### 雜誌・新聞連載
- 月刊ENTAME（2012年3月30日 - 、徳間書店） - 「浪花女のお笑い修行道」與小笠原茉由共同連載。

## 外部連結
- 經紀公司個人介紹頁 - Showtitle（日語）
- NMB48個人介紹頁（日語）
- NMB48官方格落格「岸野里香」（2010年12月18日 - 2016年8月28日）（日語）
- 岸野里香的X（前Twitter）（日語）
- 岸野里香的Instagram帳戶（日語）
- 岸野里香在755的頁面 （页面存档备份，存于）（日語）
- 中東里香的Ameba部落格（日語）